# 藤徳物産
藤徳物産株式会社（ふじとくぶっさん）は、岡山県倉敷市に本社を置く食品･酒類の卸売を行う企業である。
創業は、1880年（明治13年）で、2016年（平成28年）で136周年を迎えている。

## 概要
加工食品・酒類・低温食品・総菜等を扱う総合食品・酒類卸売企業である。事業所は岡山県南部を中心に広島県東部から香川県へと展開し、年間売上は500億円を超える。物流システムのデジタル化をすすめる一方、惣菜・乾物プライベートブランド等製造も有力事業として担っている。かつてあった倉敷市稲荷町の工場は、現在低温食品とともに清音工場へ移転（2004年）している。

## 事業所
- 本社 - 倉敷市西中新田
- 岡山支店・CVS部・岡山物流センター - 岡山市南区古新田
- 倉敷東支店・倉敷東物流センター - 都窪郡早島町
- 福山支店 - 広島県福山市新市町
- 香川営業所 - 香川県坂出市
- 低温食品部・総菜事業本部･清音物流センター - 総社市清音

## 沿革
- 1880年（明治13年）4月 - 渡辺徳太郎が海産物を中心とする乾物屋「藤屋」を倉敷の新川町（現:中央一丁目）に創業。
- 1916年（大正5年） - 「藤徳合資会社」となる。
- 1929年（昭和4年） - 「株式会社藤徳商店」に改組。戦後経済統制の一部緩和により、「岡山県水産物株式会社」を設立。食品卸問屋を再開、岡山、笠岡、新見、玉島に営業所を設置。
- 1954年（昭和29年）6月 - 岡山県水産物株式会社を藤徳物産株式会社に改組、昭和30年株式会社藤徳商店を吸収合併。
- 1970年（昭和45年）8月 - 新川町の卸売市場が西中新田に移転、倉敷総合卸売市場開場に合わせ、同市場内に本社を移転した。
- 1988年（昭和63年） - 岡山物流センター開設(岡山市南区古中新田)｡
- 2003年（平成15年） - 倉敷東物流センター開設（岡山県早島町）。
- 2004年（平成16年） - 清音センター開設（総社市）。
- 2007年（平成19年） - 福山センター（広島県福山市新市）開設。
- 2009年（平成21年） - 香川センター開設（香川県坂出市）。　※藤徳物産HP参照
- 2019年（令和元年） - 惣菜事業を分社化し藤屋を設立。

## 関連会社
- 株式会社フジトクライフ